# عبد الله النوري
عبد الله محمد النوري (17 مايو 1905 - 17 يناير 1981) (13 ربيع الأول 1323 - 11 ربيع الأول 1401) عالم مسلم وشاعر وإعلامي كويتي من أصل عراقي، ولد في قضاء الزبير التابع لمدينة البصرة ونشأ فيها. تلقّى مبادئ العلوم على يد والده، ثم درّس في مدارس المملكة العراقية، ثم انتسب إلى دار المعلّمين في بغداد. انتقل مع عائلته إلى الكويت وأقام فيها يعمل في التجارة، ويسافر من بلد إلى آخر. استقّر في الكويت يمارس التدريس في مدارسها، ثم عيّن أوائل 1936 كاتبًا في المحكمة الشرعية، ثم رئيساً لها، فمفتشًا ومرشداً عامًا لأئمة المساجد في وزارة الأوقاف. استقال من الوظيفة عام 1955، وامتهن المحاماة. عمل مذيعاً ومقدماً للبرامج التلفزيونية. له ديوان شعر بعنوان من الكويت، ومؤلفات عديدة منهم شهر في الحجاز مذكراته، والبهائية سراب رسالة في مذهب البهائية، والأمثال الدارجة في الكويت جزآن. وله أيضاً حكايات من الكويت وخالدون في تاريخ الكويت وقصة التعليم في الكويت في نصف القرن ومجموعة سألوني عن. توفي في سيدني بأستراليا أثناء سفره ودفن في الكويت.

## النسب
بالنسبة إلى أصل ونسب النوري أرجو الرجوع إلى ديوان شعر العلاّمة الشيخ عبد الله النوري والمطبوع بمكتبة وهبة في القاهرة ويتضح في ترجمة المؤلف التي كنبها شقيق العلاّمة المذكور وهو عبد الملك النوري والتي يتبين منها بشكل لا لبس فيه أصل آل النوري كما شرح المترجم في الصفحات (5,6و7)أنها: من عبدة وهي فرع من شمر القحطانية وأن الشيخ عبد الله النوري ترك الدراسة في دار المعلمين ببغداد راغباً عنها إلى الكويت في عام 1920م حيث عمل أول ما عمل فيه في التعليم.

## الشيخ عبد الله النوري
هو الشيخ عبد الله بن الشيخ محمد النوري، ولد في فجر يوم الثلاثاء 13 ربيع الأول سنة 1323 هـ الموافق 17 مايو 1905، يعتبر الشيخ رجلا تقيا ورعا محبوباً بين أهل الكويت لا يعرف شيئا اسمه الفراغ كما يتخذه البعض مرجعا دينيا موثوقا في الدولة، إذ يرجع له أهل الكويت في مسائلهم الدينية. وكان شاعراً ومؤلفاً وأديباً محترماً وساهم في تطور التعليم في الكويت.

## النشأة
تربى الشيخ عبد الله في بداية حياته على يد جدته وكانت تحبه حباً جما لأنها لم ترزق بولد طوال حياتها الا بالشيخ عبد الله فكان أول ذكر في ذريتها. علمه والده القراءة والكتابة منذ صغره فختم القرآن وهو في الثامنة من عمره واحتفل به والده لختمه القرآن لأنه كان في زمانه لختم القرآن مرحله مهمه في حياة المسلم فاستقبل والده الأقارب والأصحاب للتهنئة. وكان أستاذ الشيخ عبد الله النوري هو الشيخ عبد الله بن خلف الدحيان وكان الشيخ النوري دائماً يذكره (الشيخ عبد الله الخلف) بالخير إذ كان ورع وتقي ومتواضع.
وقد عمل الشيخ عبد الله النوري بعدة أعمال فاستغل في التدريس والتعليم ثم انتقل إلى التجارة وسافر على أثرها إلى الهند وسيلان وغيرهما أسوة بما كان يفعله الكويتيون آنذاك، لكن التجارة لم تكن طريقه الصاعد، فتركها والتحق مدرساً في المدرسة المباركية ثم المدرسة الأحمدية وخلال تلك الفترة أخذ يقرأ كتب الفقه الحنبلي والنحو على يد والده الذي توفاه الله في سنة 1927، ولازم بعدها الشيخ عبد الله الخلف الدحيان فاستفاد منه الشيء الكثير ودرس على يديه الفقه الحنبلي.
وفي أوائل عام 1926 عين كاتباً في المحكمة ثم أخذ يتدرج حتى أصبح رئيسا للكتاب ثم اختاره رئيسها الشيخ عبد الله الجابر سكرتيراً خاصا له وقد أسندت له وهو في المحكمة مهمة التدريس بالمعهد الديني في بداية إنشائه فظل يؤديها ثلاث سنوات كما عين مفتشا ومرشداً عاما لائمة المساجد لمدة سنة كما شارك فترة في إدارة إذاعة الكويت عند تأسيسها وفي عام 1955 استقال من عمله بالمحاكم وأحيل إلى التقاعد حيث تفرغ للعمل بالمحاماة. وقام الشيخ عبد الله النوري والذي يسكن في منطقة القادسية بإمامة مسجد العثمان في قطعة 3 فترة من الزمن وفي عام 1964? رشح عضوا في لجنة الفتوى وقام بتأليف كتب كثيرة في الدعوة والإرشاد ومحاربة العقائد الفاسدة
وكان يميزه دماثة الخلق وحسن الحديث والدعابة، والمرح في مجالسه الخاصة وعرف عنه سعة الصدر و«طول البال» وبشاشة الوجه إذ كان نادراً ما يغضب. وقد ترك إرثا ضخما من المؤلفات في مختلف الموضوعات والخطب والمواعظ والتفسير والفتاوى بل إن اهتمامه لم يكن في مجال الفقه، حيث يدرس الفقه الحنبلي بل إن سعة أفقه جعلته من عشاق الكتابة عن الرحلات والأسفار والشعر كما التراث والتاريخ الشعبي، حيث كان معارفه يعودون إليه في توثيق الكثير من الحوادث والقضايا.
أما حياته الخاصة فهي سجل من التواضع فقد كان يشارك الخدم الطعام ويركب الوانيت مع سائقه فواز عبد الرحمن وكان أبناؤه يعترضون بأن لديك خيرا وتستطيع أن تركب أحسن السيارات، إلا انه لم يترك عادته فقد كان فواز -فلسطيني الجنسية من طولكرم - سائقه وطباع كتبه ومراسلاته أي سكرتيره الخاص وقد أسكنه في بيوت حولي القديمة وحين توفي الشيخ بكى عليه بكاءً مراً وقال وجدت منه حنانا ًوحباً لم أجده من والدي. وعمل فواز سكرتيرا في جمعية النوري الخيرية حتى الغزو العراقي غادر إلى الأردن وبعدها توفي بنفس مرض الشيخ!!
وكان الشيخ عبد الله النوري بعد صلاة العصر يعطي كل يوم درسا في تفسير القرآن في المسجد، وفي المساء يستقبل في بيته في القادسية الناس بعد صلاة العشاء لحل مشكلاتهم وأحياناً يقوم بالإصلاح بين المطلقين ويعقد قران «يملج لهم» لبعض العائلات. وكان بيته الكبير يضج بالحياة وفيه موائد دائمة تقوم بها بناته للفقراء والضيوف، ومن يدخل الإسلام من النصارى الذين يواجهون تجريما من عائلاتهم ويتعرضون للتهديد كان الشيخ عبد الله النوري يؤويهم عنده.

## أولاده
- عبد الخالق النوري.
- عبد الباقي النوري.
- نوري النوري.
- حامد النوري.
- أحمد النوري.
- محمد النوري.
- أنور النوري - وزير التربية ووزير الصحة الكويتي.
- منير النوري.
- مناور النوري.
- فاطمه النوري.
- دوله النوري.
- خولة النوري.
- سهيلة النوري.

## أعماله
تولّى لأول مرّة إمامة المصلين في منتصف شهر رمضان من عام 1340 خلفا لوالده في صلاة التراويح وبما أنعم الله عليه من صدق الإيمان منذ نشأته، كان خطيبا مفوها. فعمل لسنوات طويلة في إمامة كثير من مساجد الكويت متفرّغا وغير متفرّغ. فكان إماما لمسجد «الخالد» ومسجد «دسمان» مدة طويلة ثم في مسجد بن بحر، ومسجد القادسية لعدة سنوات، والذي أسسّته السيدة والدة عبد الله العثمان، فكان يصلي فيه الفروض ويلقي العظات.
إحسانه إلى فقراء المسلمين في العالم: كان الشيخ عبد الله النوري مهتما بأمور المسلمين في الكويت والخارج، فقام بجمع الأموال والتبرعات من المحسنين لتوظيفها في خدمة الإسلام والمسلمين، وفي عام 1970 م ترك وظائفه الحكومية وبدأ يتجول في كثير من البلاد الإسلامية والبلاد التي فيها أقليات مسلمة ومنها:
إندونيسيا: في عام 1977 سافر إلى إندونيسيا للمرّة الثانية حاملا معه 117000 مائة وسبعة عشر ألفا من الدولارات لتوزيعها على المدارس والمستشفيات هناك بالتعاون مع جمعية إسلامية معتمدة.
الهند: في أبريل 1978 م سافر إلى مدينة دلھي عاصمة الهند ولمس هناك نقص الدّعم الماديّ للمنظمات الإسلامية فتبرّع لها بما تيسر له من المال ثم رجع إليها في السنة نفسها حاملا معه 180,000 مائة وثمانون الف دولار أمريكي تمّ توزيعها على مدارس وجمعيات إسلامية بالهند.
أستراليا: عند سفره إلى أستراليا التقى هناك بمسؤولي الاتحاد الإسلامي الذين طرحوا عليه فكرة إنشاء مدرسة إسلامية بمدينة سدني في أستراليا وقد لاقت هذه الفكرة لديه استحسانا فقام بجمع التبرَعات اللازمة لهذا المشروع ثم سافر إليها مرّة ثانية حاملا معه 600,000 ستمائة ألف دولار أسترالي اشترى بها دارا لتكون مقرّا للمدرسة الإسلامية وتوفّي الشيخ عبد الله النوري دون أن يكتمل هذا المشروع ولكن رجال الخير الذين سلكوا مسلك الشيخ و نهجوا منهجه في جمعية الشيخ عبد الله النوري الخيرية تابعو هذا المشروع الخيري إلى أن تمّ إنشاء مدرسة النوري في مدينة سدني تخليدا لذكراه وتحقيقا لرغبته وقد أصبحت فيما بعد مدرسة نموذجية يؤمها أولاد المسلمين في أستراليا وقد تمَّ افتتاحها في عام 1989 م بجهود أهل الخير و جهود أبناء الشيخ عبد الله النوري.

## داعية ومرشدا
اتجه بكل ما أعطاه الله من جهد ومال وفطنة إلى الدّعوة إلى الدين فكان داعية ومرشدا يتخذه الناس مرجعا، لأنه علم أن الدين النصيحة، ولم يشغله شاغل عن الدعوة إلى الله بالحكمة والموعظة الحسنة.

## الإذاعة
توّلى في عام 1953 م إدارة إذاعة الكويت فأدخل عليها برامج متنوعة منها برنامج «الدين النصيحة» وبرامج صحية كان يعدها ويقدمها بنفسه وبرامج للأطفال يغرس فيهم مبادئ الدين القويم.

## التلفزيون
تولّى إعداد وتنفيذ حلقات تلفزيونية أسبوعية كل خميس على شكل سؤال وجواب تحت عنوان «مع الدين» الذي اكتسب شعبية واسعة داخل الكويت وخارجها.

## شهادة من عايشوه
روى يوسف الحجي وزير الأوقاف والشؤون الإسلامية الأسبق ورئيس الهيئة الخيرية الإسلامية العالمية عنه فقال: بدأت معرفتي به بالتتلمذ على يديه بمدرسة المّلا عبد اللطيف العثمان وأولاده حيث كان يدرِّس اللغة الإنجليزية في عام 1936م، وقال: زرته ذات يوم وهو في المستشفى قبل وفاته بوقت قصير فذكر لي أنّ أمانة قيمتها 200 الف دولار مدوّنة في دفتر بأسماء المتبرعين بها لعمل الخير، وطلب مني توضيح ذلك للورثة، وبعد تأسيس جمعية الشيخ عبد الله النوري قمت انا والاخ نادر عبد العزيز النوري برحلة إلى أفريقيا وأخرى إلى اسيا وتمَّ توزيع هذه الأمانة المذكورة هناك.
وقال عنه الشيخ بدر متولّي عبد الباسط، في لقاء أجرته مجلة مرآة الأمة مع الشيخ بدر متولّي عبد الباسط رئيس الموسوعة الفقهية ورئيس لجنة الفتوى 1981 م معرفتي بالشيخ عبد الله النوري تمتد إلى سنوات خلت، عرفته داعية للإسلام بماله وبمقاله، وكان يقول كلمة الحق وكان مرجعا فقهيا في أمور الدين و الدنيا.

## أعمال أخرى
- كان مدرساً في مدرسة العجيري في حي القبلة ومدرس أيضاً في مدرسة المباركية ثم انتقل ودرس في مدرسة الأحمدية إثر اختلاف ما حدث بينه وبين مدير مدرسة المباركية. ولم يكن الشيخ قد أكمل العشرين من عمره ومن تلاميذه من هو أكبر منه، ومنهم مختار جزيرة فيلكا عبد القادر السرحان.
- عمل في القضاء: فكان مساعد رئيس المحاكم وكان رئيس المحاكم في ذلك الوقت هو الشيخ عبد الله الجابر
- عمل في الأوقاف
- عمل مديراً للإذاعة: وقد أدخل برامج جديده على الإذاعة تناسب الوقت منها «الدين نصيحه» وبرنامج «طبيبك معك» وبرنامج «أطفال» وبرامج أخرى وكان يتولى هذه البرامج بنفسه.

- التدريس
- إمامة مسجد اليعقوب «الخالد» ومسجد دسمان
- عمل في المحاكم وكان الشيخ محامياً
- عمل في الأوقاف
- في المعهد الديني ومراقبات أعمال أخرى

## التلفزيون
في العام 1964 اقترح عليه وزير الإرشاد والأنباء سعادة الشيخ جابر العلي الصباح أن يقوم بتقديم أول حديث له مع المشاهدين عبر التلفزيون أسبوعيا، فكان اتصاله وثيقا بالجمهور حيث كانت تصله العشرات من الرسائل يوميا من الكويت والبحرين وقطر وجنوب العراق. وقد قدم الشيخ العديد من البرامج الدينية في التلفزيون وكان لها شعبيه عند المشاهدين والمستمعين وأبرز هذه البرامج هو برنامج الإفتاء فكان الشيخ يجاوب على أسئلة الناس الدينية وكان اسم هذا البرنامج «مع الدين»

## لجنة الفتوى
ففي سنة 1965 تشكلت لجنة للفتوى من وزارة الأوقاف وكان الشيخ عضو فيها. وفي ثاني تشكيل لهذه اللجنة صار الشيخ يرأسها.

## وفاته
أحس الشيخ عبد الله النوري وهو في أستراليا في نوفمبر 1980م أثناء الإِشراف على مدرسته بآلام في جسده كانت أشبه بدبيب النمل وعاد إلى الكويت ليرقد في مستشفى الصدري وشخص المرض أنه سرطان في الكلى لم يمهله أكثر من أسبوعين. وحين زاره السيد يوسف جاسم الحجي وكذلك ابن شقيقه نادر عبد العزيز النوري في المستشفى وهو على فراش الموت أبلغهما بإلحاح أن هناك دفترا فيه أمانات للعمل الخيري وهذه المبالغ التي كانت فيما تعد نواة لجمعية خيرية تحمل اسمه «جمعية الشيخ عبد الله النوري الخيرية»، سعى بإنشائها أبناؤه مع مجموعه من محبيه وتلامذته. كما افتتحت مدرسة نموذجية بأستراليا بمدينة سيدني باسم» مدرسة النوري» وقد أوصى قبل وفاته بالتبرع إلى مكتبة الزبير وفاء لمسقط رأسه بمجموعة من الكتب القيمة وبعضها من مؤلفاته.
في يوم السبت 11 ربيع الأول سنة 1401 هـ الموافق 17 يناير 1981م فقدت الكويت الشيخ عبد الله النوري وشيع جثمانه يوم الأحد يتقدّمهم ولي العهد ورئيس الوزراء آنذاك الشيخ سعد العبد الله السالم الصباح كما توافدت جموع المعزين في ديوان بمنطقة القادسية يتقدمهم أمير الكويت جابر الأحمد الصباح، كما شارك في تقديم العزاء ممثلين للعديد من حكومات الدول الإسلامية.

## مؤلفات الشيخ عبد الله النوري
1. «الرشد»
2. «شهر في الحجاز»
3. «المنبر»
4. «ديوان من الكويت»
5. «قصة التعليم في الكويت»
6. «الأمثال الدارجة في الكويت»
7. «قطف الأزهار»
8. «البهائية سراب»
9. «أحاديث»
10. «من غريب ما سألوني»
11. وكتب أخرى

## الأماكن التي سميت باسمه
- جمعية الشيخ عبد الله النوري الخيرية
- شارع الشيخ عبد الله النوري في منطقة العديلية قطعه 2
- مدرسة الشيخ عبد الله النوري الابتدائية - بنين
- مسجد الشيخ عبد الله النوري بمدينة جابر الأحمد قطعه ب (أضيفت عن طريق مؤذن المسجد أبو انس اليمني)